# Nécropole nationale de Cerisy
La nécropole nationale de Cerisy est un cimetière militaire de la Première Guerre mondiale, situé sur le territoire de la commune de Cerisy, dans le département de la Somme, à l'est d'Amiens.

## Historique
La nécropole a été créée au cours de la Grande Guerre, le 12 février 1916. Situé à l'arrière immédiat du front, Cerisy, sur le canal de la Somme, fut choisi par l'armée française pour l'implantation d'un hôpital militaire près du hameau de Gailly. En 1923, on y a transféré des dépouilles de soldats provenant du carré militaire du cimetière communal de Cerisy.

## Caractéristiques
Le cimetière a une superficie de 0,51 ha et compte 990 dépouilles de soldats français reposant tous dans des tombes individuelles. 